# Gösta Persson
Otto Gösta Adolf Persson (ur. 8 stycznia 1904 w Sztokholmie, zm. 23 lutego 1991 w Malmö) – szwedzki pływak, waterpolista, medalista Letnich Igrzysk Olimpijskich 1924 w Paryżu.
Podczas Igrzysk Olimpijskich w 1924 szwedzka sztafeta zdobyła brązowy medal na dystansie 4 × 200 metrów stylem dowolnym, jednak sam Persson brał udział jedynie w wyścigu eliminacyjnym.
Dwukrotnie brał udział w olimpijskim turnieju piłki wodnej w 1924 oraz 1936, gdzie reprezentacja Szwecji zajęła odpowiednio 4. i 7. miejsce.